# Barry Schep
Barry Schep ('s-Gravenzande, 10 december 1979) is een Nederlands voormalig korfballer en huidig korfbalcoach. Hij is meervoudig Nederlands zaalkampioen en oud-speler van het Nederlands korfbalteam. Daarnaast is hij de enige speler die meerdere malen het NK Korfbal 1 - tegen 1 heeft gewonnen. Hij begon zijn korfballoopbaan bij ONDO, maar beleefde zijn grootste hoogtepunten als speler van Fortuna.
In 2009 werd hij onderscheiden als KNKV "Drager van het KNKV Ereteken".

## Spelerscarrière

### Begin
Schep begon zijn korfbalcarrière bij CKV ONDO. Hier doorliep hij de jeugdteams en kwam in het 1e team terecht.

### Fortuna, Delft
In 1998 stapte Schep over van ONDO naar het Delftse Fortuna. De club, die in 1990 nog Nederland zaalkampioen werd, zag in de mid jaren '90 een aantal belangrijke spelers stoppen. Omdat er niet direct een sterke selectie klaar stond, degradeerde de ploeg in 1996 in de veldcompetitie uit de Hoofdklasse en in 1997 gebeurde hetzelfde in de zaalcompetitie.
De club trok in 1998 een nieuwe coach aan, Bram van Geffen. Hij moest het team opnieuw opbouwen met eigen talent van de club, aangevuld met topspelers uit de regio.
Met eigen talent zoals Joost en Marloes Preuninger kreeg Fortuna een nieuw jong team.
In seizoen 1998-1999 speelde Fortuna in de zaal weer in de Hoofdklasse en wist het 5e te worden. In de veldcompetitie speelde de ploeg nog Overgangsklasse met als doel om terug te promoveren naar de Hoofdklasse. Dit lukte echter nog niet in dit seizoen.
In het seizoen erop kwam ook Jennifer Tromp de selectie versterken. In seizoen 1999-2000 wist Fortuna in de veldcompetitie kampioen te worden en promoveerde het weer terug naar de Hoofdklasse. Zodoende was de opbouw compleet en speelde Fortuna weer op het hoogste niveau.
In 2000 kreeg Fortuna een nieuwe coach, namelijk Wim van Renesse van Duivenbode. Deze coach had Fortuna in de jaren '80 al een Nederlandse titels geholpen en onder zijn leiding kreeg Fortuna het weer goed op de rit.
Zo stond Fortuna in seizoen 2000-2001 in de zaalcompetitie 1e in de Hoofdklasse A. Hierdoor stond het in de kruisfinale voor het Nederlands kampioenschap.
Het jonge Fortuna speelde in de kruisfinale tegen het meer ervaren AKC Blauw-Wit en verloor de wedstrijd met 19-22, waardoor het zaalseizoen hier strandde. In de veldcompetitie kwam de ploeg 1 punt tekort om zich voor de kruisfinales te plaatsen. Wel had Schep individueel succes ; hij werd voor dit seizoen uitgeroepen tot "Beste Talent van het Jaar". 
In het seizoen erna, 2001-2002 stond Fortuna in de zaal voor het tweede jaar op rij in de kruisfinale in de zaal. Dit maal trof Fortuna PKC in de kruisfinale. PKC won de wedstrijd met 18-15, waardoor het seizoen wederom in de kruisfinale eindigde. 
In de zomer van 2002 veranderde er wat bij Fortuna. De ploeg kreeg een impuls met de nieuwe coach Hans Heemskerk en ook jeugdtalent Wim Scholtmeijer kwam de ploeg versterken.
Dit bleek precies te zijn wat Fortuna nodig had, want in seizoen 2002-2003 brak Fortuna door. In de zaalcompetitie behaalde de ploeg 26 punten en ging het als favoriet de kruisfinales in. In de kruisfinale won Fortuna van Nic. met 18-12, waardoor het zich plaatste voor de zaalfinale. In deze finale, die in Ahoy werd gespeeld, won Fortuna met 23-17 van PKC. Zodoende was Fortuna weer Nederlands zaalkampioen.
Iets later, in de veldcompetitie troffen beide teams elkaar in de veldfinale. In deze wedstrijd won PKC met golden goal met 17-16.
In de zomer van 2003 kreeg Fortuna nog meer versterking ; Heleen van der Wilt en jong talent Mirjam Maltha kwamen over om bij Fortuna te spelen.
Als Nederlands kampioen mocht Fortuna deelnemen aan de Europacup van 2004. Fortuna won de poule-fase en stond in de finale.
In de finale speelde Fortuna tegen het Belgische AKC. In deze wedstrijd won Fortuna vanwege een golden goal. 
In de eigen Nederlandse competitie was Fortuna in seizoen 2003-2004 ook sterk. Zo plaatste de ploeg zich wederom voor de kruisfinale. Fortuna versloeg Dalto met 17-13, waardoor het de zaaltitel kon verdedigen in de finale. Net als het jaar ervoor was PKC de tegenstander en ook nu won Fortuna. Fortuna prolongeerde hiermee de zaaltitel.
Fortuna nam hierdoor deel aan de Europacup van 2005. Ook hier werd in de finale van AKC gewonnen, maar wel ruimer dan het jaar ervoor (24-14).
In seizoen 2004-2005 stond Fortuna in de zaal wederom in de kruisfinale. Echter misten een aantal belangrijke spelers vanwege blessureleed, zoals Dennis Vreugdenhil en Marloes Preuninger. In deze kruisfinale verloor Fortuna met 17-15 van DOS'46. Iets later, in de veldcompetitie strandde het seizoen voor Fortuna ook in de kruisfinale.
In het seizoen erna, 2005-2006 stond Fortuna zowel in de zaal als op het veld in de kruisfinale. In beide gevallen was dit het eindstation, want in de zaal werd verloren van DOS'46 en op het veld van AKC Blauw-Wit.
In 2006 nam Fortuna afscheid van coach Heemskerk en werd Hans Leeuwenhoek de nieuwe oefenmeester.
In seizoen 2006-2007 miste Fortuna nipt de play-offs in de Korfbal League ; het kwam 2 punten tekort. 
Schep nam na dit seizoen afscheid van Fortuna. 

### Terug naar ONDO
In 2007 keerde Schep terug naar ONDO, de club waar hij vandaan kwam. Hij speelde hier 2 seizoenen, maar in 2009 keerde hij toch weer terug bij Fortuna.

### Return bij Fortuna
In 2009 keerde Schep op 30-jarige leeftijd terug bij Fortuna. In zijn afwezigheid had het team een nieuwe coach gekregen, namelijk Gert-Jan Kraaijeveld.
In zijn eerste seizoen terug bij Fortuna (2009-2010) werd Fortuna 3e in de Korfbal League en plaatste het zich voor de kruisfinale. In de best-of-3 serie werd in 2 wedstrijden verloren van Dalto. Fortuna mocht hierdoor wel spelen in de kleine finale in Ahoy, de wedstrijd voor de 3e en 4e plek. Fortuna won de wedstrijd van PKC met 22-18.
In seizoen 2010-2011 kreeg Fortuna een nieuwe coach, namelijk Wouter Blok. Fortuna had een ijzersterk seizoen en plaatste zich als 2e voor de play-offs. In de best-of-3 serie kwam Fortuna uit tegen TOP. In de eerste wedstrijd was Schep van doorslaggevend belang door de winnende 26-25 te scoren. Fortuna verloor echter de 2 wedstrijden hierna, waardoor het de finale miste. 
Iets later, in de veldcompetitie verloor Fortuna in de kruisfinale ook van TOP. Schep werd dit jaar uitgeroepen tot "Beste Korfballer van het Jaar".
Na 1 seizoen werd coach Blok vervangen. Fortuna stelde 2 eigen oud spelers aan als nieuwe coaches, namelijk Ard Korporaal en Joost Preuninger.
In seizoen 2011-2012 wist Fortuna zich in de zaal nipt te plaatsen voor de play-offs. Tegen Koog Zaandijk werd echter in 2 wedstrijden verloren, waardoor Fortuna voor het 3e jaar op rij in Ahoy mocht spelen voor 3e / 4e plek. Fortuna won de wedstrijd van AKC Blauw-Wit met 29-27 en was zodoende derde van Nederland. 
Voor het tweede jaar op rij werd Schep verkozen tot "Beste Korfballer van het Jaar". 
Schep had besloten dat seizoen 2012-2013 zijn laatste seizoen topkorfbal zou worden. Fortuna had wederom een sterk zaalseizoen en ging als 2e uit de competitie de play-offs in.
In de play-offs was Koog Zaandijk de tegenstander. Fortuna won wedstrijd 1, maar verloor de tweede. Zodoende moest er een derde beslissende wedstrijd worden gespeeld. In eigen hal won Fortuna met 27-21, waardoor Schep zijn carrière kon eindigen in de finale in Ahoy. In de finale speelde Fortuna tegen PKC. De wedstrijd was spannend en Fortuna verloor nipt met 20-19 vanwege een late goal van Mady Tims. Schep nam afscheid van topkorfbal met zilver in Ahoy.
Als laatste wapenfeit won Schep voor het derde jaar op rij de prijs "Beste Korfballer van het Jaar". Hij won deze prijs 3 maal, iets wat slechts 4 andere spelers overkwam.

### Statistieken
| Naam        | KL seizoenen | Wedstrijden | Goals | Gemiddeld | Rebounds | Strafworpen |
| ----------- | ------------ | ----------- | ----- | --------- | -------- | ----------- |
| Barry Schep | 6            | 116         | 690   | 5,9       | 863      | 180         |

## Nederlands team
Op 22-jarige leeftijd, spelend voor Fortuna/Delta Logistiek, werd Schep geselecteerd door bondscoach Jan Sjouke van den Bos. 
Schep won gouden medailles op de volgende internationale toernooien:
- World Games 2005
- EK 2010
- WK 2011
- World Games 2013

In totaal speelde Schep 50 interlands namens het Nederlands korfbalteam.

## 1 tegen 1
Schep was, naast medeorganisator van het jaarlijkse NK 1 tegen 1, ook regelmatig deelnemer vanaf het begin (1998). Zo is hij de enige speler in het NK 1 tegen 1 die het individuele toernooi meerdere malen op zijn naam heeft geschreven.
Een overzicht van zijn titels:
| Jaar | Editie | Club    |
| ---- | ------ | ------- |
| 2013 | 15     | Fortuna |
| 2011 | 13     | Fortuna |
| 2009 | 11     | ONDO    |
| 2006 | 8      | Fortuna |
| 2004 | 6      | Fortuna |
| 2000 | 3      | Fortuna |

## Coachingcarrière

### AKC Blauw-Wit, Amsterdam
Direct na zijn carrière als actieve speler maakt Schep bekend om in seizoen 2013-2014 assistent coach te worden bij AKC Blauw-Wit. Hij koos er expliciet voor om geen coachingsjob bij Fortuna te vervullen en coachingservaring op te doen bij een club waar er wat meer afstand bij bestond.
In zijn eerste coachingsjaar was hij assistent van hoofdcoach Rini van der Laan en coachte ook het tweede team. Al na 1 jaar werd Schep voor seizoen 2014-2015 hoofdcoach bij AKC Blauw-Wit. In zijn eerste jaar als hoofdtrainer werd Blauw-Wit 2e in de Korfbal League en kon het weer play-offs spelen. Blauw-Wit dwong in de play-offs TOP tot een derde, beslissende wedstrijd maar verloor. Het mocht wel in Ahoy spelen in de wedstrijd om plek 3 en 4, maar verloor daar met 25-26 van KZ.
In seizoen 2015-2016 werd Blauw-Wit 3e in de reguliere competitie en kon weer aantreden in de play-offs. Wederom trof het TOP in de play-offs, net als het jaar ervoor. De eerste wedstrijd won Blauw-Wit met 27-26 dus leek de kans op de finale groot. Echter werden de 2 daaropvolgende wedstrijden verloren, waardoor Blauw-Wit weer kon strijden voor plek 3 en 4. Net als het jaar ervoor speelden ze tegen KZ, maar dit maal wonnen ze met 23-19, waardoor ze het seizoen afsloten met brons.
Seizoen 2016-2017 werd een groot succes voor de club. Na de competitie stond Blauw-Wit 4e en speelde het play-offs tegen PKC. Blauw-Wit won de eerste wedstrijd, verloor de tweede en moest strijden in een derde en beslissende wedstrijd. Al 3 jaar op rij speelden de Amsterdammers een derde beslissende play-off wedstrijd en dit maal won het. PKC werd verslagen met 27-26 en zo verdiende Blauw-Wit een plek in de finale. In de finale trof het TOP, dat zijn titel ging verdedigen. Ook in 2017 ging de titel naar TOP, want Blauw-Wit verloor de finale met 18-22.
Iets later stond Blauw-Wit in de kruisfinale in de veldcompetitie. Blauw-Wit versloeg TOP met 16-13 en plaatste zich zo voor de veldfinale. 
In de veldfinale won Blauw-Wit met 22-12 van LDODK. Hierdoor was de ploeg Nederlands veldkampioen.
Iets later speelde Blauw-Wit als de Nederlandse veldkampioen tegen de Belgische veldkampioen Kwik in de Supercup. De wedstrijd eindigde gelijk en in de extra tijd won Blauw-Wit met 31-30. 

### Dalto, Driebergen
In 2019 werd Schep de nieuwe hoofdcoach bij Dalto, een ploeg dat in de Hoofdklasse speelde en terug naar de Korfbal League wilde.
In seizoen 2019-2020 wist Dalto te promoveren naar de Korfbal League.
In seizoen 2020-2021, waarin Dalto weer te zien was op het hoogste niveau, was er een vreemd seizoen. Vanwege COVID-19 werd de Korfbal League opgesplitst in 2 poules en begon de competitie pas in januari 2021.
Dalto won 2 van de 10 wedstrijden en stond na de competitie op plek 5 in Poule B. Dit betekende dat Dalto de play-offs miste.
In het seizoen erna, 2021-2022 had Dalto had lastig in de Korfbal League. In de eerste competitiefase eindigde de ploeg als laatste, waardoor het de competitie moest hetvatten in de degradatiepoule. Uiteindelijk werd de ploeg 1e na laatste, waardoor directe degradatie uit de Korfbal League een feit was.

### Return bij Blauw-Wit
Voor het seizoen 2023-2024 keert Schep terug als coach bij Blauw-Wit. Deze taak zal hij samen vervullen met Mark van der Laan.
Seizoen 2023-2024 was voor Blauw-Wit een seizoen van de middenmoot. Een paar clubs waren versterkt het seizoen begonnen, maar bij Blauw-Wit waren er weinig veranderingen. In het seizoen deed de ploeg het prima; het handhaafde zich direct door na 18 speelrondes op de 6e plek te eindigen.

### PKC
Barry Schep werd , samen met Johannis Schot aangesteld als nieuwe coach bij PKC per seizoen 2025-206. Hiermee verving dit nieuwe duo het vertrekkend duo Wim Scholtmeijer en Jennifer Tromp.

## Erelijst
Als Speler
- Nederlands kampioen zaalkorfbal, 2x (2003, 2004)
- Europacup kampioen zaalkorfbal, 2x (2004, 2005)
- Beste Korfballer van het Jaar, 3x (2010, 2011, 2012)
- Beste Korfbaltalent van het Jaar, 1x (2001)

Als Coach
- Nederlands kampioen veldkorfbal, 1x (2017)
- Supercup kampioen veldkorfbal, 1x (2017)

## Projecten bij het KNKV
Schep is al lange tijd verbonden aan verschillende projecten binnen de bond, de KNKV. Hij was verantwoordelijk voor het  Beachkorfbal en Korfbal back to school.